# Обезьяна — пожирательница чернил
«Обезьяна — пожирательница чернил», она же «северная обезьяна» — вымышленное существо, персонаж «Книги вымышленных существ», выпущенной в 1954 году аргентинским писателем Х. Л. Борхесом. Борхес ссылается на упоминание такой обезьяны в произведениях Ван Дахая (Wang Ta-hai или Tai-hai) (1791 год). Статья под названием «Обезьяна — пожирательница чернил» содержала следующую информацию:
Это животное водится на севере, имеет в длину четыре-пять дюймов; глаза у него алые, шерсть черная, как агат, шелковистая и мягкая, как подушка. Его отличает необычная черта — страсть к индийским чернилам. Когда кто-нибудь сидит и пишет, обезьяна сидит поблизости, скрестив ноги и сложив передние лапы, и ждет, пока работа будет закончена. Затем она выпивает остаток чернил и, умиротворенная и довольная, снова усаживается, поджав ноги. (перевод Е. Лысенко)
Интересно отметить, что в статье «Хок-Киган» той же «Книги вымышленных существ» автор снова возвращается к образу обезьяны, на этот раз ссылаясь на Декарта: «Декарт сообщает нам, что обезьяны, коль захотят, могут говорить, но они предпочитают хранить молчание, чтобы их не заставили трудиться».